# Laure-Minervois
Laure-Minervois är en kommun i departementet Aude i regionen Occitanien  i södra Frankrike. Kommunen ligger  i kantonen Peyriac-Minervois som ligger i arrondissementet Carcassonne. År 2022 hade Laure-Minervois 1 030 invånare.

## Befolkningsutveckling
Antalet invånare i kommunen Laure-Minervois
Referens: INSEE